# 통인동
통인동(通仁洞)은 서울특별시 종로구에 있는 법정동이다. 행정동은 청운효자동이다. 조선 제4대 임금 세종대왕이 탄생한 곳으로 유명하다.

## 이름
조선 때 이름은 '준수방'이다. '준수'란 빼어나다는 뜻이다. <조선왕조실록>엔 조선의 세종대왕이 아버지 태종 이방원의 '준수방 잠저'(사저)에서 태어났다고 적혀있다. 그러나 준수방 잠저의 위치는 확인되지 않았다.
'통인동'은 일제가 행정구역을 개편하면서 임의로 지어낸 이름이다. 이 지역의 옛 이름인 '통곡' 또는 '통동'과 '인왕동'을 합해 '통인동'으로 붙인 것으로 알려졌다. 인왕동은 현재의 인왕산 수성동 계곡을 말하는 것이며, 통곡과 통동은 어디를 가리키는지 확실치 않다. 인왕동(수성동)이 현재 옥인동과 누상동(옛 누각동) 사이에 있다는 점을 고려하면 설득력 있는 유래는 아니다. 어쩌면 이웃한 지역인 조선 때 '의통방'이나 그것의 현대 지명인 '통의동'에서 비롯했을 가능성도 있다.

## 위치
통인동의 구역은 하천과 길에 의해 정해졌다. 통인동의 서쪽 경계는 옥류동천이며, 동쪽 경계는 백운동천이다. 북쪽은 옛길인 자수궁길이다. 결국 통인동은 수성동천과 백운동천, 자수궁길로 둘러싸인 세모꼴 지역이다. 남쪽은 옥류동천과 백운동천이 만나는 꼭지점이다. 남쪽 끝엔 우리은행 효자동 지점이 있다. 조선 시대 준수방은 자수궁길 북쪽까지 포함했던 것으로 보이나 확실한 경계는 확인되지 않는다.

## 주요 시설
통인동엔 대한민국의 대표적 시민단체인 참여연대와 전통시장인 통인시장이 있다.

## 같이 보기
- 대한민국의 행정 구역